# Jean-Luc Bélingard
Pour les articles homonymes, voir Bélingard.
Jean-Luc Bélingard, né en 1948, est un dirigeant d'entreprises français, président-directeur général de bioMérieux de 2011 à décembre 2017.

## Biographie
Jean-Luc Bélingard est diplômé de HEC Paris et est titulaire d'un MBA de l'université Cornell (États-Unis).
Il a fait carrière au sein de l'industrie pharmaceutique, notamment chez Merck & Co. et Hoffmann-La Roche où il était membre du comité exécutif du groupe et directeur général de Roche Diagnostic. De 2002 à 2010, il a exercé les fonctions de président-directeur général du groupe Ipsen, groupe pharmaceutique français présent sur plusieurs axes thérapeutiques dont l'oncologie, la neurologie et l'endocrinologie.
À compter du 1er janvier 2011, il rejoint BioMérieux en tant que Président-directeur général. Alexandre Mérieux lui succède en décembre 2017.
Il est également administrateur de Celera Genomics et de Laboratory Corporation of America.